# Tipula fascingulata
Tipula fascingulata är en tvåvingeart som beskrevs av Mannheims 1966. Tipula fascingulata ingår i släktet Tipula och familjen storharkrankar. Inga underarter finns listade i Catalogue of Life.